# Rhythmeen
Albums de ZZ Top
One Foot in the Blues
(1994) XXX
(1999)
Rhythmeen est le 12e album studio du groupe ZZ Top et sorti en 1996.

## Titres
Toutes les pistes par Frank Beard, Billy Gibbons & Dusty Hill.
| No  | Titre                | Durée |
| --- | -------------------- | ----- |
| 1.  | Rhythmeen            |       |
| 2.  | Bang Bang            |       |
| 3.  | Black Fly            |       |
| 4.  | Whats Up With That   |       |
| 5.  | Vincent Price Blues  |       |
| 6.  | Zipper Job           |       |
| 7.  | Hairdresser          |       |
| 8.  | Shes Just Killing Me |       |
| 9.  | My Mind is Gone      |       |
| 10. | Loaded               |       |
| 11. | Prettyhead           |       |
| 12. | Hummbucking, part 2  |       |

## Formation
- Billy Gibbons – chant, guitare
- Dusty Hill – chant, basse, claviers
- Frank Beard – batterie, percussions